# Ontake
El Mont Ontake (御嶽山 Ontake-san, en japanès), també anomenat Mont Kiso Ontake (木曽御嶽山 Kiso Ontake-san) és un mont situat a les Muntanyes Hida, dins dels Alps japonesos. És el segon volcà més alt del Japó amb 3.067 msnm. L'Ontake és a uns 100 quilòmetres al nord-est de la ciutat de Nagoya, al centre de l'illa de Honshu, en la frontera entre les prefectures de Gifu i Nagano.

## Erupcions

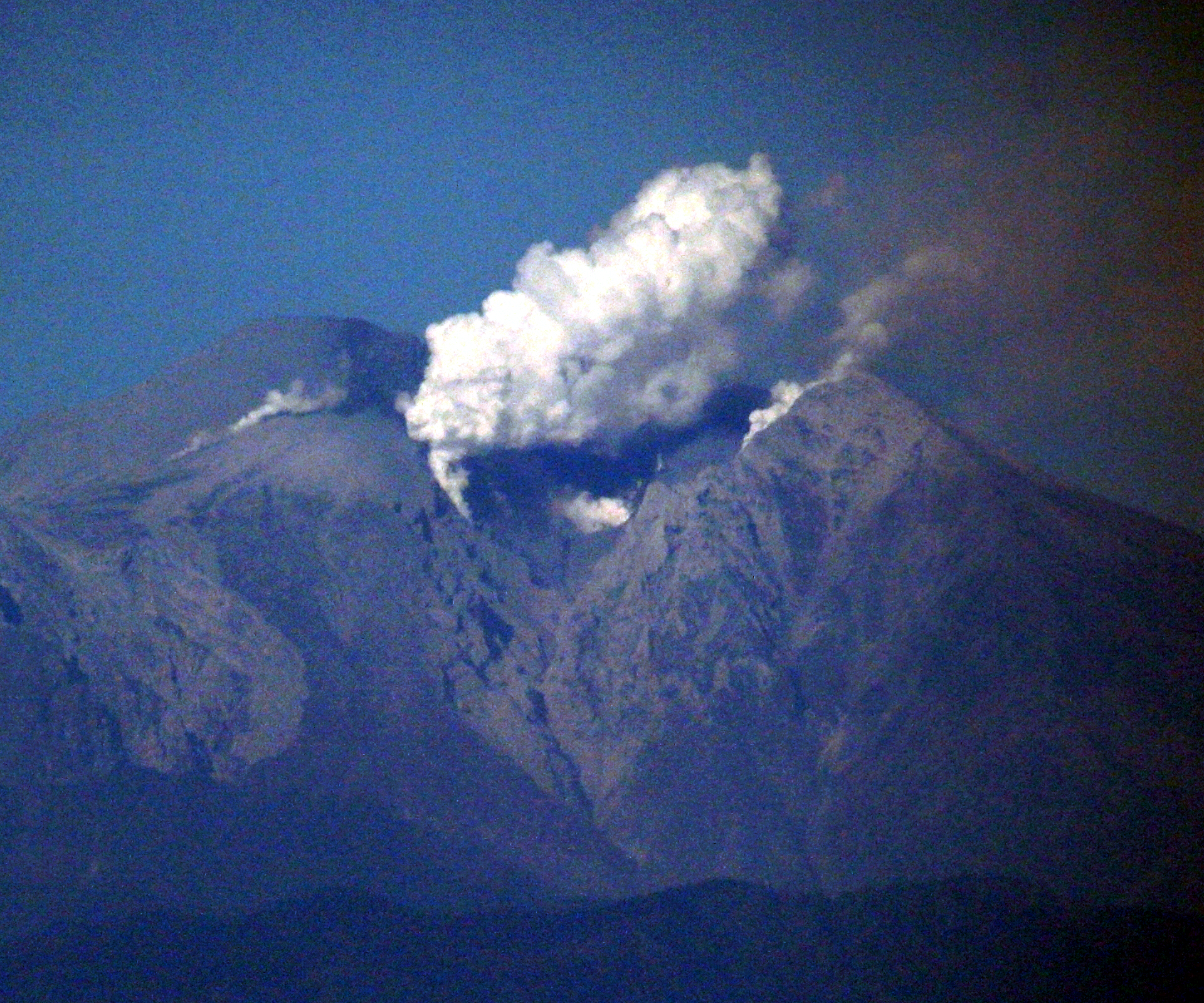
Erupció del mont Ontake, setembre del 2014

L'Ontake es creia que era un volcà inactiu fins que l'octubre de 1979 va entrar en erupció i expulsà unes 200.000 tones de cendres. El 1984, 1991 i 2007 tingué erupcions menors.
El dissabte 27 de setembre de 2014, al voltant de les 11:53, hora japonesa (UTC+9), el volcà entrà en erupció, deixant un mínim de quatre morts i mig centenar de ferits, dels quals 30 en estat greu. A banda 45 excursionistes es van donar per desapareguts després de l'erupció, mentre s'aconseguia evacuar 240 persones que estaven practicant senderisme per la zona en els moments posteriors a l'erupció. Posteriorment es van localitzar 36 víctimes mortals, bona part de les quals prop del cim del volcà. El nombre de ferits pujà a 69 amb el pas de les hores. L'activitat del volcà obligà a suspendre les feines de rescat, en què arribaren a participar més de 800 efectius de la policia, bombers i exèrcit, a primera hora del matí del dimarts 30 de setembre. Una setmana després de l'accident, la policia de la Prefectura de Nagano va confirmar la mort de 50 persones, tot i que continuava la recerca de 16 persones desaparegudes. Finalment, el 7 d'octubre es confirmaren un total de 56 víctimes mortals.